# Molophilus (Molophilus) scaber
Molophilus (Molophilus) scaber is een tweevleugelige uit de familie steltmuggen (Limoniidae). De soort komt voor in het Australaziatisch gebied.